# Karel Ladislav Thuma
Karel Ladislav Thuma, křtěný Karel Emanuel, psáno též Tůma (14. prosince 1853 Chrudim – 22. července 1917 Praha) byl český malíř a ilustrátor. 

## Život
Karel Emanuel Thuma se narodil v Chrudimi v rodině cukráře Václava Tumi a jeho ženy Doroty rodem Jelínkové. Později působil jako učitel v Holicích a Heřmanově Městci.
Jeho karikatury se objevovaly v dobových časopisech (Paleček, Humoristické listy). Ilustroval převážně knihy pro děti.

## Galerie

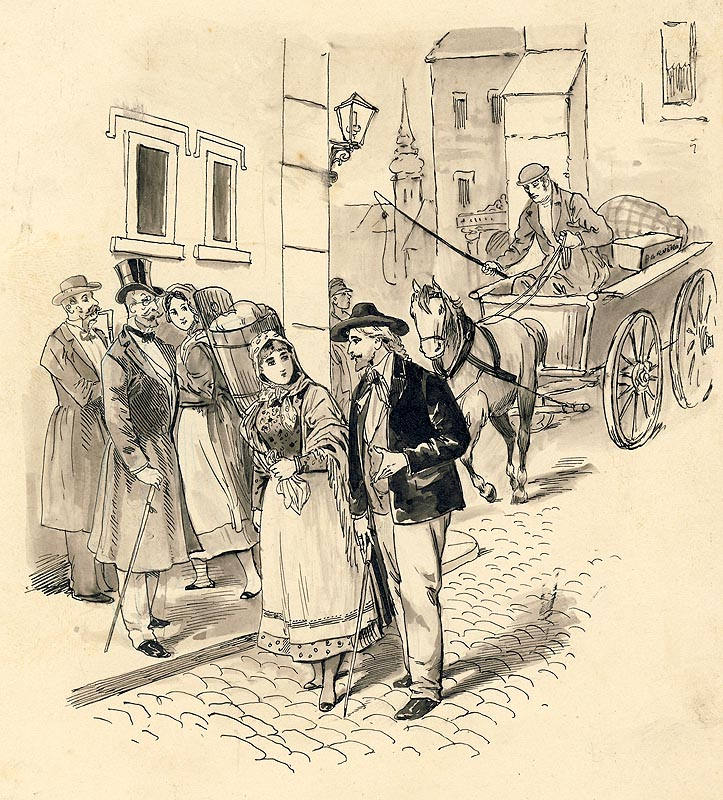
Karel Ladislav Thuma – Na ulici, ilustrace
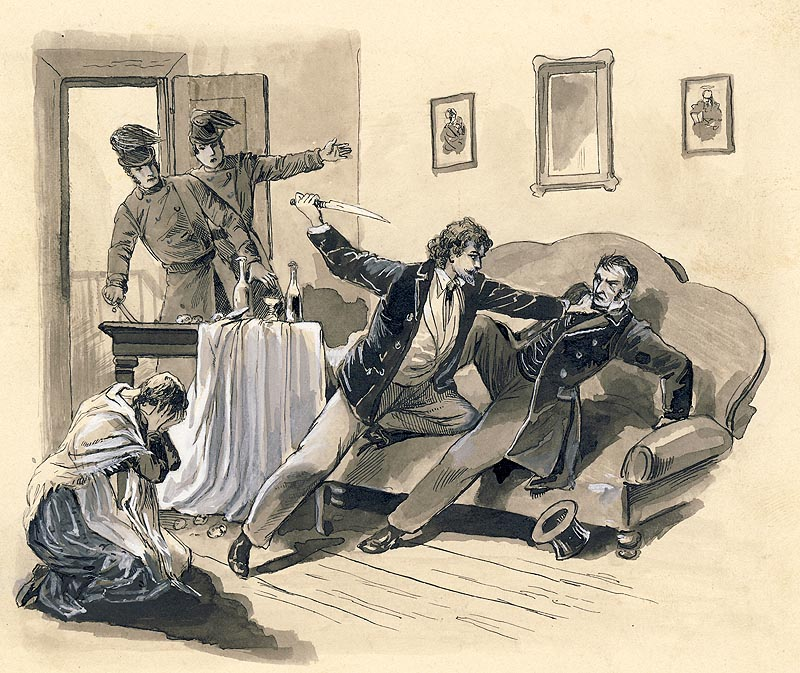
Karel Ladislav Thuma – Útok, ilustrace
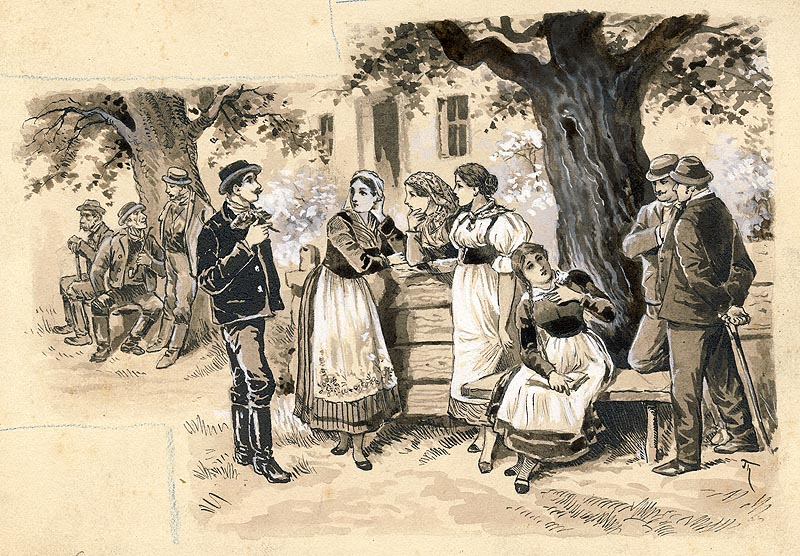
Karel Ladislav Thuma – V neděli, ilustrace